# Foot Ball Club Torino 1913-1914
Questa voce raccoglie le informazioni riguardanti il Foot Ball Club Torino nelle competizioni ufficiali della stagione 1913-1914.

## Rosa
| N. |                     | Ruolo | Calciatore              |
| -- | ------------------- | ----- | ----------------------- |
|    | Italia (bandiera)   |       | Egidio Arioni II        |
|    | Italia (bandiera)   |       | Enrico Arioni III       |
|    | Svizzera (bandiera) |       | Enrico Bachmann I       |
|    | Svizzera (bandiera) |       | Friedrich Bollinger (c) |
|    | Italia (bandiera)   |       | Carlo Capra II          |
|    | Italia (bandiera)   |       | Giovanni D'Auria I      |
|    | Italia (bandiera)   |       | Guido Debernardi II     |
|    | Italia (bandiera)   |       | Biagio Goggio           |

| N. |                   | Ruolo | Calciatore                 |
| -- | ----------------- | ----- | -------------------------- |
|    | Italia (bandiera) |       | Vittorio Morelli di Popolo |
|    | Italia (bandiera) |       | Francisco Mosso I          |
|    | Italia (bandiera) |       | Benito Mosso II            |
|    | Italia (bandiera) |       | Eugenio Mosso III          |
|    | Italia (bandiera) | P     | Umberto Pennano            |
|    | Italia (bandiera) |       | Enrico Ruffa               |
|    | Italia (bandiera) |       | Succio                     |
|    | Italia (bandiera) |       | Carlo Tirone               |

## Risultati

### Prima Categoria

#### Girone Ligure-Piemontese
| Arbitro: | Resegotti (Milano) |

|                         |           |                              |
| Walsingham ?’, ?’ Bauer | Marcatori | ?’, ?’ Mosso I Debernardi II |

| Arbitro: | Scamoni (Torino) |

|                                              |           |  |
| Varese 14’, 43’ Barbesino 73’ Bertinotti 75’ | Marcatori |  |

| Arbitro: | Armano (Torino) |

|                                                           |           |  |
| Morelli di Popolo ?’ (rig.) Mosso I ?’, ?’ Arioni III ? ? | Marcatori |  |

| Arbitro: | Armano (Torino) |

|                                           |           |          |
| Debernardi II ?’ (rig.) Morelli di Popolo | Marcatori | Gaia III |

| Arbitro: | Scamoni (Torino) |

|                    |           |                 |
| Capra II ?’ (aut.) | Marcatori | ?’, ?’ Mosso II |

| Arbitro: | Pippo (Genova) |

|                  |           |                            |
| Mosso I 27’, 28’ | Marcatori | 77’ Rampini I 90’ Milano I |

| Arbitro: | Goetzlof (Genova) |

|  |           |                                                         |
|  | Marcatori | Mosso I ?’, ?’, ?’ Mosso III Capra II Morelli di Popolo |

| Arbitro: | Scamoni (Torino) |

|  |           |                                                                   |
|  | Marcatori | Mosso I Mosso II Mosso III Debernardi II Goggio Morelli di Popolo |

| Arbitro: | Goetzlof (Genova) |

|  |           |                                                                                       |
|  | Marcatori | ?’, ?’, ?’, ?’ Mosso I ?’, ?’, ?’, ?’ Mosso III Arioni II D'Auria I Morelli di Popolo |

| Arbitro: | Pedroni (Milano) |

|           |           |                           |
| Mosso III | Marcatori | ?’ (rig.) De Vecchi Grant |

| Arbitro: | Carossino (Genova) |

|                                         |           |            |
| Mosso III ?’, ?’ Mosso II Debernardi II | Marcatori | Valobra II |

| Arbitro: | Calì (Genova) |

|  |           |                              |
|  | Marcatori | Mosso I ?’, ?’, ?’ Mosso III |

| Arbitro: | Scamoni (Torino) |

|  |           |                                         |
|  | Marcatori | ?’, ?’, ?’, ?’ Mosso I ?’, ?’ Mosso III |

| Arbitro: | Resegotti (Milano) |

|                                 |           |                  |
| Mosso I ?’, ?’ Mosso III Tirone | Marcatori | Savojardo Grillo |

| Arbitro: | Portigliatti (Torino) |

|                                                   |           |  |
| Mosso I ?’, ?’, ?’ Mosso III Debernardi II Goggio | Marcatori |  |

| Arbitro: | Armano (Torino) |

|                                                               |           |        |
| Mosso II Mosso III ?’, ?’, ?’, ?’ Debernardi II Goggio Tirone | Marcatori | Stella |

| Arbitro: | Mauro (Milano) |

|            |           |                        |
| Tirone 43’ | Marcatori | 10’ Varese 63’ Ravetti |

| Vercelli 8 marzo 1914 18ª giornata | Pro Vercelli | 2 – 0 | Torino | Stadio Foro Boario |

## Statistiche

### Statistiche di squadra
| Competizione    | Punti | In casa | In casa | In casa | In casa | In casa | In casa | In trasferta | In trasferta | In trasferta | In trasferta | In trasferta | In trasferta | Totale | Totale | Totale | Totale | Totale | Totale | DR  |
| Competizione    | Punti | G       | V       | N       | P       | Gf      | Gs      | G            | V            | N            | P            | Gf           | Gs           | G      | V      | N      | P      | Gf     | Gs     | DR  |
| --------------- | ----- | ------- | ------- | ------- | ------- | ------- | ------- | ------------ | ------------ | ------------ | ------------ | ------------ | ------------ | ------ | ------ | ------ | ------ | ------ | ------ | --- |
| Prima Categoria | 26    | 9       | 6       | 1       | 2       | 35      | 11      | 9            | 6            | 1            | 2            | 39           | 10           | 18     | 12     | 2      | 4      | 74     | 21     | +53 |

### Statistiche dei giocatori
| Giocatore            | Prima Categoria | Prima Categoria |
| Giocatore            | Presenze        | Reti            |
| -------------------- | --------------- | --------------- |
| E. Arioni II         | 15              | 1               |
| E. Arioni III        | 4               | 1               |
| E. Bachmann I        | 17              | 0               |
| F. Bollinger         | 13              | 0               |
| C. Capra II          | 12              | 1               |
| G. D'Auria I         | 2               | 1               |
| G. Debernardi II     | 15              | 6               |
| B. Goggio            | 17              | 3               |
| V. Morelli di Popolo | 17              | 5               |
| F. Mosso I           | 16              | 23              |
| B. Mosso II          | 17              | 5               |
| E. Mosso III         | 14              | 23              |
| U. Pennano           | 17              | -19             |
| E. Ruffa             | 2               | 0               |
| Succio               | 3               | 0               |
| C. Tirone            | 6               | 3               |